# گل‌شکاف مریدا
گل‌شکاف مریدا (نام علمی: Diglossa gloriosa) نام یک گونه از سرده گل‌شکاف است.